# 張正道 (萬曆癸丑進士)
張正道（？—？），字還吾，雲南临安府宁州（今华宁县宁州镇）人。

## 生平
万历四十年（1612年）壬子科雲南乡试举人，四十一年（1613年）联捷癸丑科進士，授中書舍人、行人司行人，穎異過人，精通典籍，但早卒，著作不傳。